# Radio Onde Furlane
Radio Onde Furlane è un'emittente radiofonica comunitaria con sede a Udine costituita il 5 febbraio del 1980.
La radio trasmette principalmente in lingua friulana e si occupa di cultura friulana oltre che d'informazione, musica ed intrattenimento. Il direttore responsabile è Mauro Missana, curatore anche della programmazione. Carlo Puppo (Carli Pup) è il presidente di Informazione Friulana, la cooperativa editrice dell'emittente, Lorenzo Fabbro è invece il Vice-presidente.
Radio Onde Furlane è stata fondata negli anni ottanta per promuovere la lingua friulana. Oggi l'emittente trasmette per il settanta per cento del tempo programmi in friulano.

## Storia
Radio Onde Furlane nacque dal contesto socio-culturale originatosi a seguito del terremoto che sconvolse il Friuli nel 1976 risvegliando i movimenti autonomisti. Durante il periodo delle tendopoli diversi comitati che si riunivano per le necessità contingenti e future facilitarono l'avvio di una nuova coscienza, colta come un'occasione di rinascita. A seguito di questi stimoli culturali e identitari, negli anni successivi, fra il 1977 e il 1979, si formò il Comitato popolare per l'Università del Friuli che chiese ed ottenne dallo Stato italiano una legge costitutiva per l'Università di Udine.
La fine degli anni Settanta fu, dunque, in Friuli, un periodo denso a livello socio-culturale che portò nell'estate del 1979 un gruppo di persone di diverso orientamento politico, formazione culturale e generazionale a discutere del futuro della cultura friulana, di autodeterminazione e di nazionalità. Nel giro di pochi mesi scrissero uno statuto che proponeva di "pubblicare giornali a stampa e radio-telediffusioni, prodotti dai soci, indirizzati alla valorizzazione ed alla diffusione della cultura della comunità friulana". L'atto costitutivo venne firmato il 2 febbraio 1980 presso un notaio di Udine dando vita alla cooperativa Informazione Friulana. La cooperativa nacque con l'intento principale di creare una radio libera per dare voce alla questione autonomista e per far riconoscere la lingua friulana, assieme alle altre lingue minoritarie, dallo Stato italiano.
I soci fondatori della cooperativa erano: Sergio Venuti (area cattolica moderata), Silvano Pagani (autonomista), Federico Rossi (insegnante di religione e conduttore radio), Mauro Tosoni (insegnante di lettere e giornalista), Giorgio Cavallo (militante di Democrazia Proletaria), Maurizio Florissi (agente di commercio), Elia Mioni (militante di Democrazia Proletaria), Elio Fedele (giovane studente), Maurizio Staderoli (simpatizzante del Movimento Friuli), Oriella Mion (giovane infermiera) e Roberto Meroi (simpatizzante del Movimento Friuli). La radio vide la sua nascita in un piccolo studio al 63 di piazzale G.B. Cella a Udine nel palazzo più alto di tutta la città, sito molto favorevole per la posizione delle antenne. Essendo una radio libera i soci fondatori misero una quota per l'acquisto del materiale tecnico. Dopo qualche anno la sede è stata spostata definitivamente in via Volturno 29, nelle immediate vicinanze di Piazzale Cella.
Onde Furlane curava spazi autogestiti per i gruppi della società civile che non ce l'avevano, ma che condividevano dei valori come l'identità linguistica e culturale, l'autonomia, la difesa ecologica dell'ambiente, l'antimilitarismo, la solidarietà sociale e la pace. All'interno della fascia radiofonica Spazi viert (Spazio aperto) si trovavano i giovani che facevano parte del WWF, del Coordinamento antimilitarista e antinucleare, dell'Associazione donatori di organi e tanti altri.